# Кубок Люксембургу з футболу 2012—2013
Кубок Люксембургу з футболу 2012–2013 — 88-й розіграш кубкового футбольного турніру в Люксембурзі. Титул здобув Женесс (Еш).

## Календар
| Раунд           | Дата                 | Матчі | Клуби    |
| --------------- | -------------------- | ----- | -------- |
| Перший раунд    | 2 вересня 2012       | 17    | 105 → 88 |
| Другий раунд    | 16 вересня 2012      | 16    | 88 → 72  |
| Третій раунд    | 5-7 жовтня 2012      | 22    | 72 → 50  |
| Четвертий раунд | 27-28 жовтня 2012    | 18    | 50 → 32  |
| 1/16 фіналу     | 16-18 листопада 2012 | 16    | 32 → 16  |
| 1/8 фіналу      | 1-2 грудня 2012      | 8     | 16 → 8   |
| 1/4 фіналу      | 1 травня 2013        | 4     | 8 → 4    |
| 1/2 фіналу      | 8-9 травня 2013      | 2     | 4 → 2    |
| Фінал           | 17 травня 2013       | 1     | 2 → 1    |

## Регламент
Згідно з регламентом у перших чотирьох раундах грають клуби нижчих дивізіонів, клуби Національного футбольного дивізіону Люксембургу стартують з 1/16 фіналу. На всіх стадіях команди грають по одному матчу.

## 1/16 фіналу
| Команда 1                      | Рахунок         | Команда 2                      |
| ------------------------------ | --------------- | ------------------------------ |
| 16 листопада 2012              |                 |                                |
| Гостерт (2)                    | 3:3 дч пен. 5:3 | Петанж                         |
| 18 листопада 2012              |                 |                                |
| Фюлен (3)                      | 0:4             | Вільц                          |
| Маріска (Мерш) (3)             | 0:3             | Діфферданж 03                  |
| Еш (3)                         | 1:4             | Ф91 Дюделанж                   |
| Рюмеланж (2)                   | 1:3             | Женесс (Еш)                    |
| Вікторія Роспорт (2)           | 3:3 дч пен. 2:4 | Кер'єнґ                        |
| Бердорф/Конфдорф (3)           | 0:7             | РМ Гамм Бенфіка                |
| Ерпелданж (2)                  | 3:2 дч          | Женесс (Канах)                 |
| Свіфт (2)                      | 1:2             | Фола                           |
| Оберкорн (2)                   | 0:2             | Гревенмахер                    |
| Уніон Мертерт/Вассербілліг (4) | 0:2             | Етцелла                        |
| Янг Бойз (Дикірх) (2)          | 0:3             | Прогрес                        |
| Мондорф-ле-Бен (2)             | 0:2             | Расінг                         |
| Спортинг (Бертранж) (4)        | 3:4 дч          | Єллоу Бойз (Вайлер-ла-Тур) (3) |
| Атерт Біссен (3)               | 1:0             | Сандвайлер (2)                 |
| ЦеБра 01 (3)                   | 0:3 дч          | Уніон 05                       |

## 1/8 фіналу
| Команда 1                      | Рахунок | Команда 2        |
| ------------------------------ | ------- | ---------------- |
| 1 грудня 2012                  |         |                  |
| Ф91 Дюделанж                   | 4:1 дч  | Уніон 05         |
| 2 грудня 2012                  |         |                  |
| Єллоу Бойз (Вайлер-ла-Тур) (3) | 2:3     | Атерт Біссен (3) |
| Етцелла                        | 0:7     | Діфферданж 03    |
| Прогрес                        | 2:1     | Расінг           |
| Ерпелданж (2)                  | 1:4     | Гостерт (2)      |
| Гревенмахер                    | 4:2 дч  | Вільц            |
| Кер'єнґ                        | 1:0     | РМ Гамм Бенфіка  |
| Фола                           | 1:2     | Женесс (Еш)      |

## 1/4 фіналу
| Команда 1     | Рахунок         | Команда 2        |
| ------------- | --------------- | ---------------- |
| 1 травня 2013 |                 |                  |
| Кер'єнґ       | 1:0             | Прогрес          |
| Гостерт (2)   | 1:2 дч          | Гревенмахер      |
| Діфферданж 03 | 2:0             | Атерт Біссен (3) |
| Женесс (Еш)   | 0:0 дч пен. 3:1 | Ф91 Дюделанж     |

## 1/2 фіналу
| Команда 1     | Рахунок | Команда 2   |
| ------------- | ------- | ----------- |
| 8 травня 2013 |         |             |
| Кер'єнґ       | 0:2     | Женесс (Еш) |
| 9 травня 2013 |         |             |
| Діфферданж 03 | 1:0     | Гревенмахер |

## Фінал
| 17 травня 2013 20:30 (EEST) |

| Женесс (Еш)          | 2:1      | Діфферданж 03       |
| -------------------- | -------- | ------------------- |
| Ібрагімович 17', 19' | Протокол | Францоні 37' (пен.) |

| Жозі Бартель, Люксембург Глядачів: 2 353 Арбітр: Ален Дюрі |